# Vattenfall Nederland
Vattenfall Nederland är ett nederländskt energiföretag och ett dotterbolag till Vattenfall. Företaget är verksamt i Nederländerna, Tyskland och Storbritannien. Företaget hette fram till 2018 Nuon.
Huvudägare i bolaget var tidigare provinserna Gelderland, Noord-Holland, Friesland samt staden Amsterdam, med en ägarandel på 76 %. De andra aktieägarna hade var mindre än 3 % och var 65 mindre städer och provinsen Flevoland.[källa behövs]
Den 23 februari 2009 meddelade det svenska energiföretaget Vattenfall att de skulle förvärva Nuon. Den första delen av köpet omfattade 49 % av aktierna i Nuon genomfördes den 1 juli 2009 till en kostnad av 52 miljarder kronor. De resterande 51 % av aktierna har förvärvats av Vattenfall i etapper och det avslutande köpet planeras att genomföras 2015. Vattenfalls köp av Nuon är den största affären hittills inom svenskt näringsliv.
[uppföljning saknas]
Totalt betalade Vattenfall 89 miljarder kronor för Nuon. 
Vattenfalls köp av Nuon gav upphov till den så kallade Nuonaffären, då Vattenfall 2012 skrev ner värdet på Nuon med över 15 miljarder kronor och köpet kallades "Sveriges sämsta affär - någonsin". Statssekreteraren vid Näringsdepartementet vid tiden för köpet och Vattenfalls ledning har i efterhand kommenterat att priset var för högt och det har framkommit att regeringen inför köpet varnades för detta av konsultfirman McKinsey samt av en tjänsteman på Näringsdepartementet, Elsa Widding. Elsa Widding, idag vilde i riksdagen, kunde tidigt visa att köpet av Nuon skulle bli en katastrof .